# Stoppersocke

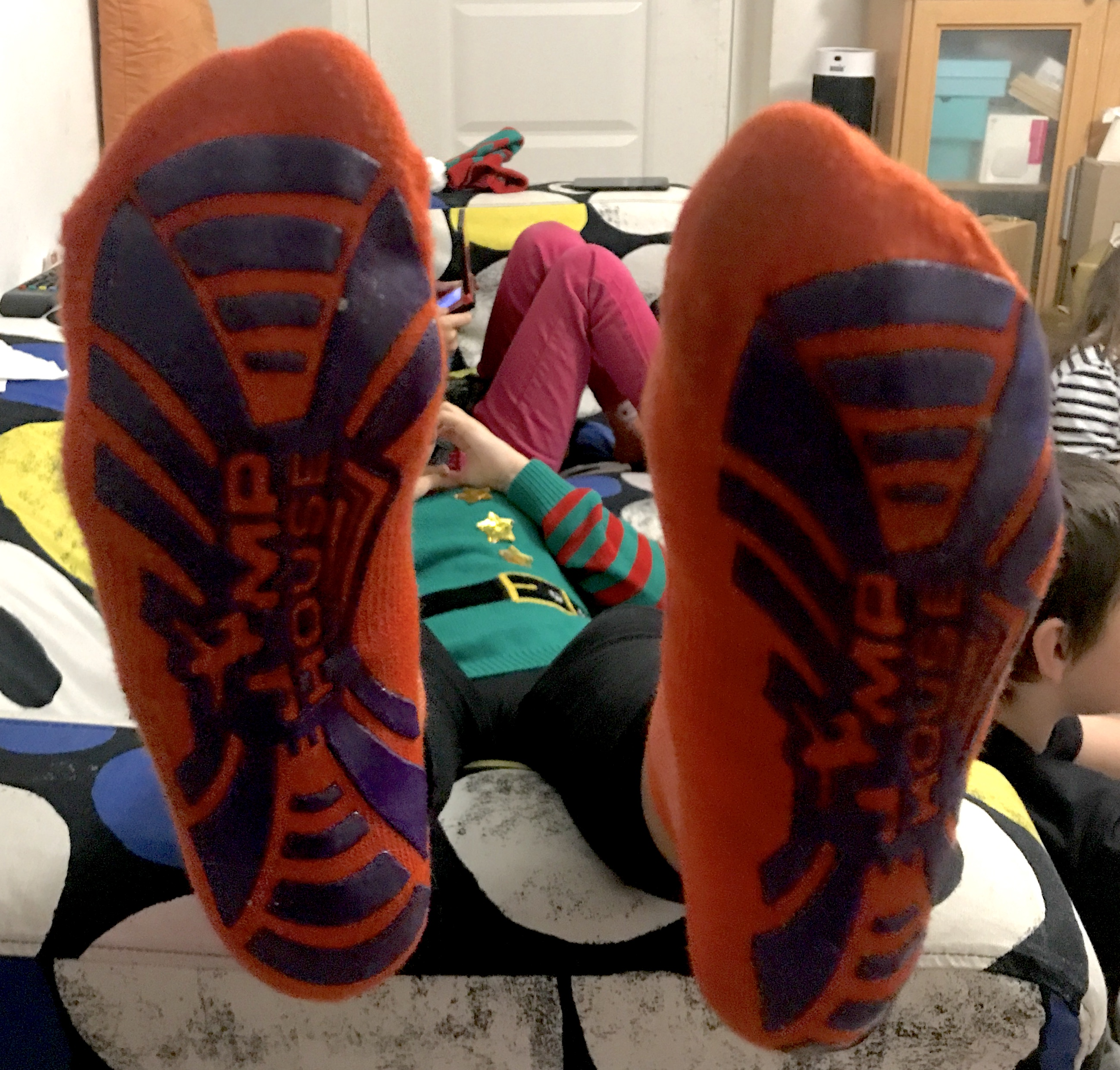
Stoppersocken aus dem Jump-House Köln

Eine Stoppersocke, auch Stoppsocke, Bremssocke, ABS-Socke (in Anspielung auf Antiblockiersystem), Rennsocke oder Noppensocke, ist eine Socke oder ein Strumpf mit einer Sohle, die ein Ausrutschen auf glatten Böden verhindern soll. Diese Sohle ist in der Regel mit rutschfesten Noppen besetzt, die aus Silikon oder einem Elastomer („Gummi“) gefertigt und in die Strumpfsohle eingearbeitet sind. Alternativ gibt es auch Stoppersocken mit größeren Gummibereichen oder einer vollständigen Sohle aus Gummi („Vollsohle“). Ergänzend werden Sets zum Selbstherstellen von Stoppersocken angeboten, die entweder aus aufkleb- und bügelbaren Applikationen oder aus einer speziellen Flüssigmischung, die nach dem Aufbringen aushärtet, bestehen.

## Geschichte
Die Stoppersocke in ihrer heutigen Form wurde von dem Luftfahrtingenieur und Erfinder Manfred Heuer entwickelt, als seine Tochter mit dem Laufen begann. Er nutzte zum Anbringen der kleinen Silikonpunkte auf Socken eine Maschine, die er zum Beflocken von T-Shirts gebaut hatte, und brachte die Stoppersocken 1987 mit seiner Firma MAHE aus Nortorf auf den Markt.

## Funktion

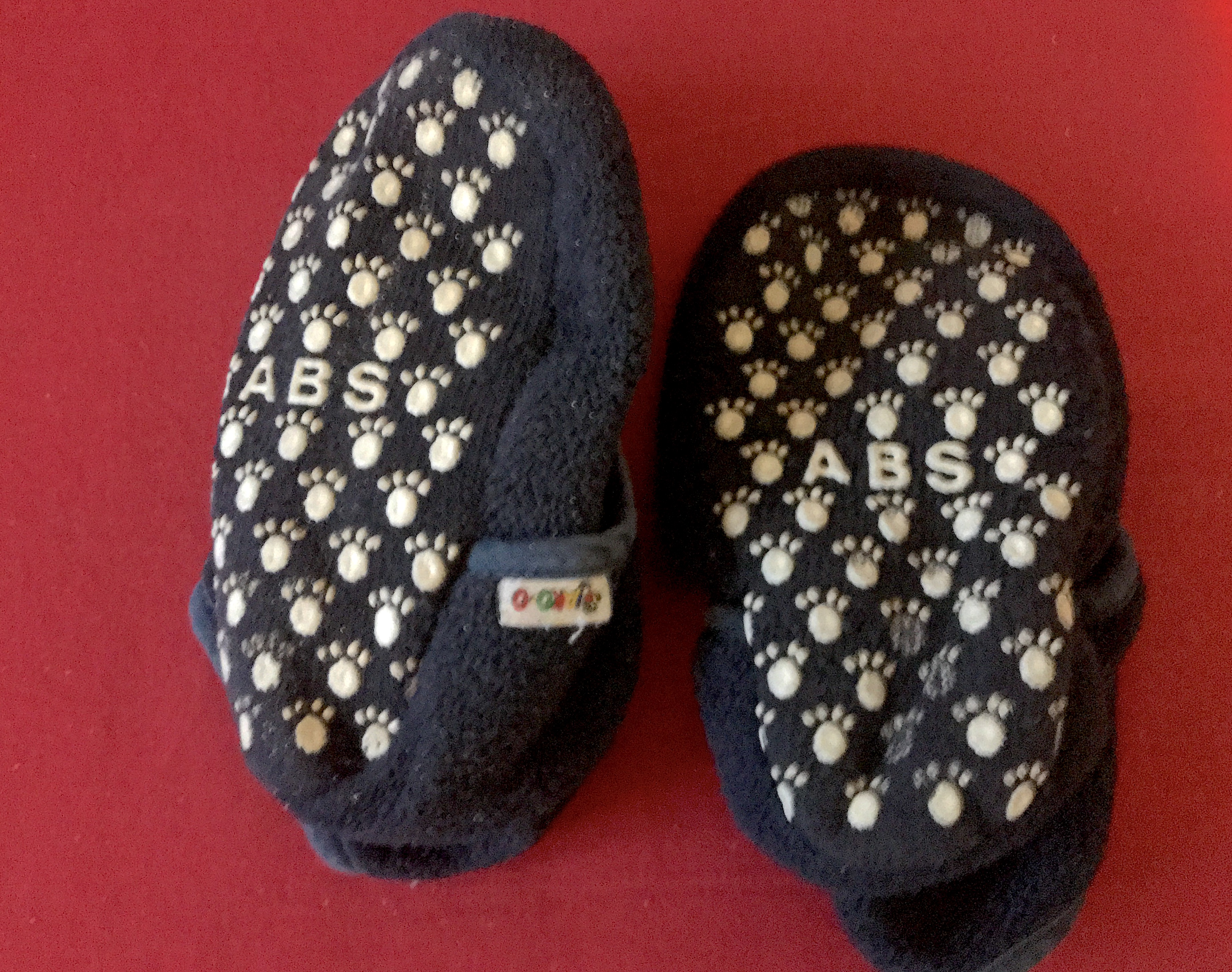
Kinderpantoffeln mit ABS-Sohle

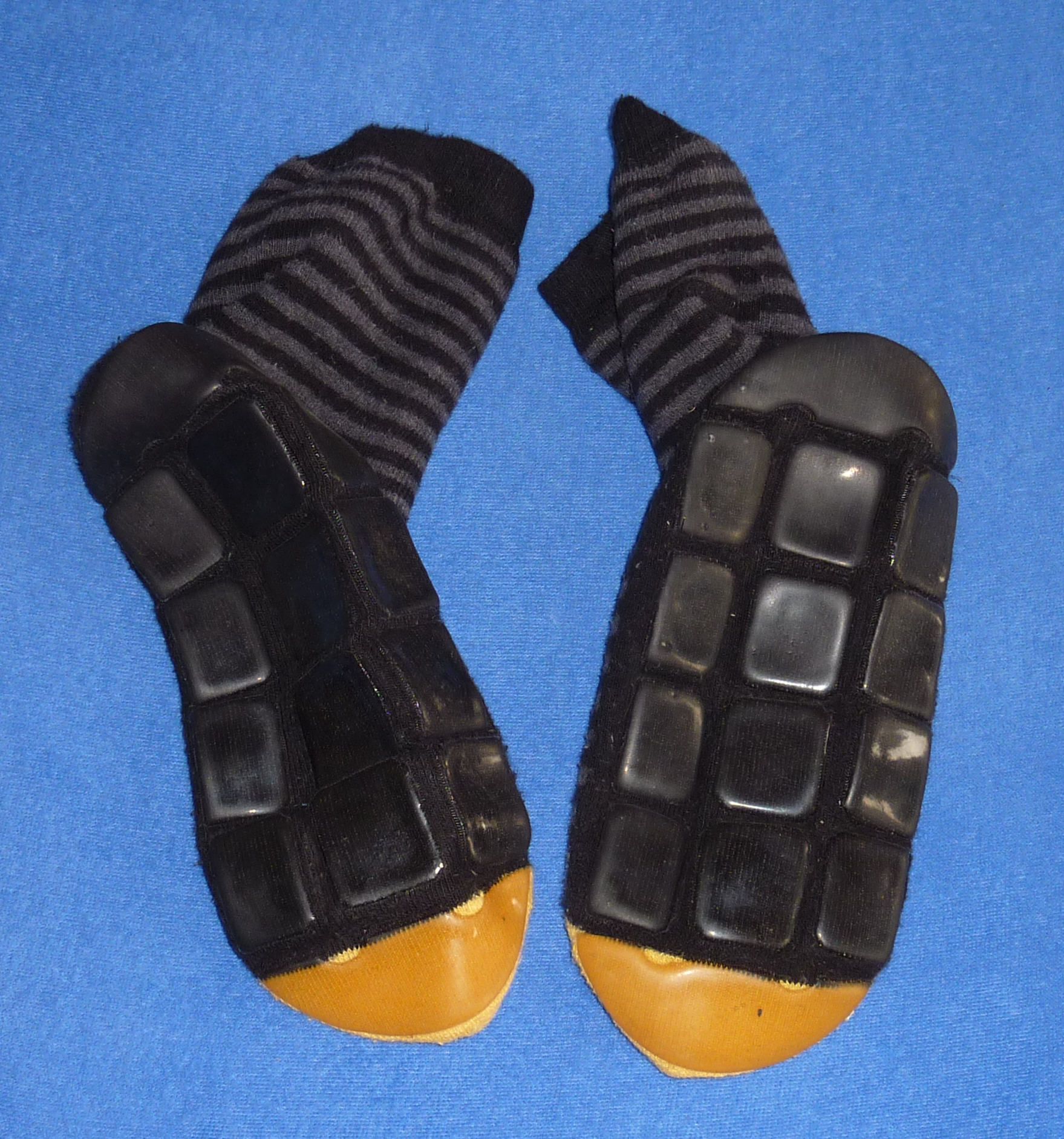
ABS-Socken für Erwachsene

Stoppersocken werden vor allem für Kleinkinder und ältere Kinder angeboten. Diese können mit diesen rennen und toben, ohne dabei auf glatten Böden auszurutschen. Entsprechend werden Stoppersocken häufig als Alternative zu Hausschuhen oder Pantoffeln angezogen. Daneben gibt es auch Hausschuhe mit Stoppersohle, die die gleiche Funktion erfüllen.
Für Jugendliche und Erwachsene gibt es zudem Stoppersocken, die für spezielle Freizeitbeschäftigungen konzipiert sind. So finden sie etwa Anwendung in Trampolinhallen (Jump House) oder bei speziellen Hallensportarten, bei denen keine festen Schuhe getragen werden.

## Bewertung
Das Tragen von Stoppersocken wird für Kinder im Wachstum medizinisch empfohlen, wenn barfuß laufen nicht möglich ist. Die Socken bieten im Vergleich zu Schuhen mehr Bewegungsfreiheit, wodurch sich das Fußgewölbe besser ausbilden kann.
Da Stoppersocken vor allem bei Kleinkindern in Gebrauch sind, werden sie seit ihrer Markteinführung regelmäßig durch Institutionen wie Stiftung Warentest und Ökotest auf ihre Funktionalität (Rutschfestigkeit) und auch auf verwendete Materialien und potenziell giftige Inhaltsstoffe untersucht. Dabei wurden bei verschiedenen Anbietern regelmäßig giftige und teilweise auch krebserregende Stoffe in den Materialien festgestellt. Die Noppen bestehen dabei teilweise aus Polyvinylchlorid mit als besonders bedenklich eingestuften Phthalaten als Weichmacher. Hinzu kamen zinnorganische Verbindungen, die als krebserregend eingestuft werden.

## Belege
1. ↑  Tag des Erfinders: Made in SH: Berühmte Erfindungen aus Schleswig-Holstein shz.de, 7. November 2014; abgerufen am 18. Dezember 2019.
2. ↑  14 Stoppersocken im Test oekotest.de, 11. Januar 2013; abgerufen am 5. Dezember 2019.
3. ↑  Stoppersocken im Test: Gefährlicher Gummi Süddeutsche Zeitung, 17. Mai 2010; abgerufen am 24. Dezember 2019.
4. ↑  Stoppersocken im Test: Gesundheitsgefahr durch Inhaltsstoffe Focus online, 30. März 2009; abgerufen am 4. Dezember 2019.